# Berdychiv Brewery LLC
"Berdychiv Brewery" LLC (ucraïnès: ТОВ «Бердичівський пивоварний завод») és una empresa de la indústria alimentària d'Ucraïna dedicada a la producció i venda de cervesa. Es troba a la ciutat de Berdítxiv, a l'óblast de Jitòmir.

## Història

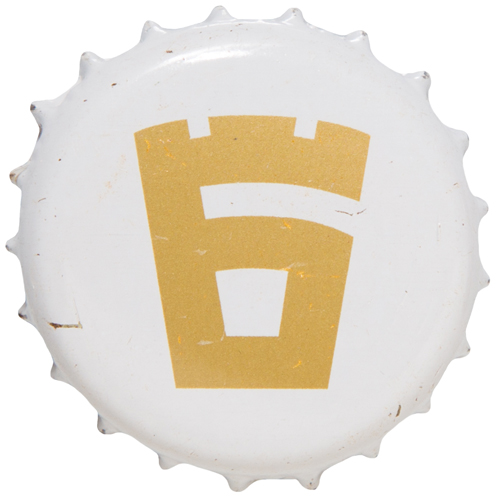
Xapa amb el logotip de la marca

Les primeres mencions de la producció de cervesa a Berdítxiv, que en aquella època formava part de la província de Volínia, es remunten a 1798.
El 1849, hi havia una fàbrica de cervesa a la ciutat i set cerveseries operaven al districte de Berdichiv. La història de la producció de cervesa al carrer Bilopolska (ara carrer Evropyska) es remunta al 1861, quan el colon txec Stanislav Emanuilovich Chep hi va comprar un terreny i hi va construir una fàbrica de cervesa, que incloïa tallers de producció i un pou artesià. L'estudi del pou, així com l'anàlisi química de l'aigua, van mostrar paràmetres ideals per a l'elaboració de cervesa de qualitat. La cerveseria es va convertir en la quarta empresa d'aquest perfil a la ciutat.
A principis de la dècada de 1890 es van construir uns locals soterranis (a la part nord de la planta) amb gruixuts murs de pedra, que encara acullen la zona de fermentació.
El 21 de juny de 1925 es va publicar el primer número del diari de la ciutat "Soviet Way", en el qual s'oferien els següents tipus de cervesa: "Plzenske", "Berezneve", "Munchenske Stolove", "Chesky Lezhok", "Bavarske".
L'any 1927, la cerveseria va estar durant dos anys sota la direcció de David Kozlovsky.
Una expansió significativa de la capacitat de producció de la cerveseria va tenir lloc durant el període de cinc anys d'abans de la guerra. L'any 1962 es va construir el primer taller d'extracció de llúpol a l'URSS amb una capacitat de 160-180 tones anuals sobre la base de l'empresa. Per a la introducció d'extractes de llúpol i el seu ús en la producció el 1975, la cerveseria Berdychiv va rebre l'estatus d'"experimental".
El 1980, la planta va ser dirigida per un nou director, Leon Romanovych Lipetsky, que va continuar el desenvolupament de l'empresa. Sota el seu lideratge, l'empresa va esdevenir econòmicament estable.
Amb l'inici del procés de desnacionalització, la cerveseria Berdychiv es va reorganitzar en una empresa arrendada, i l'1 de març de 1995, l'empresa es va privatitzar amb la formació d'una societat anònima oberta. Per tal de millorar la qualitat i augmentar el volum de producció, es van realitzar diverses reconstruccions a l'empresa. Les vendes es centren principalment en el mercat regional de Jitómir. Els productes de Berdychiv Brewery LLC es posicionen com a cervesa "viva" i els materials de màrqueting subratllen que cap de les varietats de la cerveseria conté conservants.
Des del 2016 fins a l'actualitat, Lipetsk Volodymyr Leonovych ha continuat dignament la feina del seu pare.
El 4 de setembre de 2021, amb motiu del 160è aniversari de la planta, es va celebrar la festa de la cervesa amb un programa d'animació.

## Premis
- L'empresa participa habitualment en concursos professionals de cervesa, durant els quals els productes de Berdychiv Brewery LLC han rebut més de 30 premis.[5]
- Els productes de l'empresa van ser reconeguts i premiats en el concurs dels "100 millors productes d'Ucraïna".[5]
- El president de la junta de Berdychiv Brewery LLC L. R. Lipetsky és un cavaller de l'Ordre del Mèrit III (2005).[5]